# Reign of Fear
Reign of Fear è il primo album del gruppo musicale power metal tedesco Rage, pubblicato nel 1986 dalla Noise Records.

## Edizioni
Esistono 2 edizioni diverse di Reign of Fear: l'edizione standard e quella rimasterizzata del 2002 con 5 tracce in più e una copertina diversa.

## Tracce
1. Scared to Death - 04:41
2. Deceiver - 03:36
3. Reign of Fear - 03:54
4. Hand of Glory - 03:26
5. Raw Energy - 03:27
6. Echoes of Evil - 04:48
7. Chaste Flesh - 04:52
8. Suicide - 04:04
9. Machinery - 04:23
10. The Scaffold - 09:16

Remastered Bonus Tracks
1. Suicide (Live)
2. Refuge (Live)
3. Baby, I'm Your Nightmare (Live)
4. Light into the Darkness (Acoustic)
5. Invisible Horizons (Acoustic)

## Formazione
- Peter Wagner - voce, basso
- Jochen Schroeder - chitarra
- Thomas Gruning - chitarra
- Jörg Michael - batteria